# Acanthoptilum agassizi
Acanthoptilum agassizi är en korallart som beskrevs av Rudolf Albert von Kölliker 1872. Acanthoptilum agassizi ingår i släktet Acanthoptilum och familjen Virgulariidae. Inga underarter finns listade i Catalogue of Life.